# Corydalis trifoliata
Corydalis trifoliata är en vallmoväxtart som beskrevs av Adrien René Franchet. Corydalis trifoliata ingår i släktet nunneörter, och familjen vallmoväxter. Inga underarter finns listade i Catalogue of Life.